# Jože Hobič
Jože Hobič, slovenski politik, poslanec, alpinist, inženir kmetijstva in kmet,  * 2. november 1955, Kranj (Slovenija).
Med procesom osamosvajanja in demokratizacije Slovenije je bil med ustanovnimi člani Slovenske kmečke zveze ter od njene same ustanovitve 12. maja 1988 dalje tudi aktiven politik. Bil je predsednik DEMOS na Kočevskem. Na volitvah v družbenopolitični zbor 8. aprila 1990 je kandidiral na listi Slovenske kmečke zveze ter bil tudi izvoljen v Skupščino Republike Slovenije. Za časa svojega mandata je bil podpredsednik komisije Skupščine RS za preobrazbo družbene in zadružne lastnine ter član komisije Skupščine RS za proučitev okoliščin izgradnje jedrske elektrarne Krško in posledic njenega obratovanja.
Z družino živi in kmetuje v Nemški Loki na Kočevskem.